# Campeonato Sul-Mato-Grossense 1998
In 1998 werd het twintigste Campeonato Sul-Mato-Grossense gespeeld voor voetbalclubs uit de Braziliaanse staat Mato Grosso do Sul. De competitie werd georganiseerd door de Federação de Futebol de Mato Grosso do Sul en werd gespeeld van 5 maart tot 6 september. Ubiratan werd kampioen. 

## Eerste toernooi

### Groep Capital
| Plaats | Club         | Wed. | W | G | V  | Saldo | Ptn. |
| ------ | ------------ | ---- | - | - | -- | ----- | ---- |
| 1.     | Taveirópolis | 10   | 5 | 3 | 2  | 14:13 | 18   |
| 2.     | Comercial    | 10   | 5 | 2 | 3  | 20:10 | 17   |
| 3.     | União        | 10   | 5 | 2 | 3  | 18:15 | 17   |
| 4.     | Independente | 10   | 4 | 5 | 1  | 11:6  | 17   |
| 5.     | Rio Pardo    | 10   | 5 | 0 | 5  | 12:15 | 15   |
| 6.     | Moreninhas   | 10   | 0 | 0 | 10 | 5:21  | 0    |

|  | Geplaatst voor tweede toernooi |

### Groep Dourados
| Plaats | Club                 | Wed. | W | G | V | Saldo | Ptn. |
| ------ | -------------------- | ---- | - | - | - | ----- | ---- |
| 1.     | Ivinhema             | 12   | 8 | 2 | 2 | 20:10 | 26   |
| 2.     | Ubiratan             | 12   | 8 | 1 | 3 | 23:9  | 25   |
| 3.     | Operário de Dourados | 12   | 7 | 2 | 3 | 17:8  | 23   |
| 4.     | Ponta Porã           | 12   | 4 | 5 | 3 | 13:13 | 17   |
| 5.     | Nova Andradina       | 12   | 4 | 3 | 5 | 14:9  | 15   |
| 6.     | Maracaju             | 12   | 2 | 1 | 9 | 9:28  | 7    |
| 7.     | ARBA                 | 12   | 1 | 2 | 9 | 11:30 | 5    |

|  | Geplaatst voor tweede toernooi |

### Groep Pantanal
| Plaats | Club                | Wed. | W | G | V | Saldo | Ptn. |
| ------ | ------------------- | ---- | - | - | - | ----- | ---- |
| 1.     | Botafogo            | 8    | 4 | 3 | 1 | 9:7   | 15   |
| 2.     | Corumbaense         | 8    | 2 | 6 | 0 | 12:6  | 12   |
| 3.     | Marítimos           | 8    | 2 | 4 | 2 | 9:9   | 10   |
| 4.     | Comercial de Jardim | 8    | 2 | 2 | 4 | 9:12  | 8    |
| 5.     | Ladário             | 8    | 0 | 5 | 3 | 3:8   | 5    |

|  | Geplaatst voor tweede toernooi |

### Groep Bolsão
| Plaats | Club          | Wed. | W | G | V | Saldo | Ptn. |
| ------ | ------------- | ---- | - | - | - | ----- | ---- |
| 1.     | Cassilandense | 8    | 4 | 2 | 2 | 9:6   | 14   |
| 2.     | Chapadão      | 8    | 4 | 1 | 3 | 13:8  | 13   |
| 3.     | Costa Rica    | 8    | 2 | 1 | 5 | 4:12  | 7    |

|  | Geplaatst voor tweede toernooi |

## Tweede toernooi

### Groep E
| Plaats | Club       | Wed. | W | G | V | Saldo | Ptn. |
| ------ | ---------- | ---- | - | - | - | ----- | ---- |
| 1.     | Ubiratan   | 8    | 4 | 3 | 1 | 11:4  | 15   |
| 2.     | Comercial  | 8    | 3 | 4 | 1 | 16:7  | 13   |
| 3.     | Botafogo   | 8    | 3 | 3 | 2 | 12:6  | 12   |
| 4.     | Marítimos  | 8    | 2 | 1 | 5 | 8:15  | 7    |
| 5.     | Ponta Porã | 8    | 2 | 1 | 5 | 2:17  | 7    |

|  | Geplaatst voor derde toernooi |

### Groep F
| Plaats | Club          | Wed. | W | G | V | Saldo | Ptn. |
| ------ | ------------- | ---- | - | - | - | ----- | ---- |
| 1.     | Chapadão      | 6    | 4 | 1 | 1 | 15:4  | 13   |
| 2.     | Cassilandense | 6    | 3 | 2 | 1 | 12:9  | 11   |
| 3.     | Independente  | 5    | 1 | 2 | 2 | 7:15  | 5    |
| 4.     | Taveirópolis  | 5    | 0 | 1 | 4 | 3:9   | 1    |

|  | Geplaatst voor derde toernooi |

### Groep G
| Plaats | Club                 | Wed. | W | G | V | Saldo | Ptn. |
| ------ | -------------------- | ---- | - | - | - | ----- | ---- |
| 1.     | Ivinhema             | 6    | 4 | 0 | 2 | 10:3  | 12   |
| 2.     | Operário de Dourados | 6    | 3 | 2 | 1 | 5:3   | 11   |
| 3.     | União                | 6    | 3 | 1 | 2 | 6:9   | 10   |
| 4.     | Corumbaense          | 6    | 0 | 1 | 5 | 3:9   | 1    |

|  | Geplaatst voor derde toernooi |

## Derde toernooi

### Eerste fase

#### Groep H
| Plaats | Club                 | Wed. | W | G | V | Saldo | Ptn. |
| ------ | -------------------- | ---- | - | - | - | ----- | ---- |
| 1.     | Ubiratan             | 4    | 4 | 0 | 0 | 11:5  | 12   |
| 2.     | Operário de Dourados | 4    | 1 | 0 | 3 | 6:8   | 3    |
| 3.     | Cassilandense        | 4    | 1 | 0 | 3 | 5:10  | 3    |

|  | Geplaatst voor tweede fase |

#### Groep I
| Plaats | Club      | Wed. | W | G | V | Saldo | Ptn. |
| ------ | --------- | ---- | - | - | - | ----- | ---- |
| 1.     | Ivinhema  | 4    | 2 | 2 | 0 | 4:2   | 8    |
| 2.     | Chapadão  | 4    | 2 | 1 | 1 | 5:3   | 7    |
| 3.     | Comercial | 4    | 0 | 1 | 3 | 4:8   | 1    |

|  | Geplaatst voor vierde toernooi |

## Tweede fase
|  | Halve finale | Halve finale | Halve finale |   |          | Finale | Finale | Finale |
|  |              |              |              |   |          |        |        |        |
|  | Operário AC  | 4            | 0            |   |          |        |        |        |
|  | Chapadão     | 2            | 5            |   |          |        |        |        |
|  | Chapadão     | 2            | 5            |   | Chapadão | 1      | 0      |        |
|  |              |              |              |   | Chapadão | 1      | 0      |        |
|  |              | Ubiratan     | 0            | 3 |          |        |        |        |
|  | Ivinhema     | Ubiratan     | 0            | 3 | 3        | 0      |        |        |
|  | Ivinhema     |              |              |   | 3        | 0      |        |        |
|  | Ubiratan     | 3            | 1            |   |          |        |        |        |

### Kampioen
| Campeonato Sul-Mato-Grossense de 1998 |
| Mato Grosso do Sul                    |
| ------------------------------------- |
| Ubiratan Kampioen (2° titel)          |